# 江崎海陸運送
江崎海陸運送（えざきかいりくうんそう）は、長崎県西海市に本社を置く日本の海運会社。フェリーによる国内定期航路を運航している。

## 航路
西海市大瀬戸町と松島吉原港を結ぶ航路がある。
かつて長崎市池島航路が存在したが2001年に撤退した。

### 大瀬戸・松島航路
フェリー
以下、1日9便運航されている。
- 大瀬戸港 -  松島（西海市）

## 船舶

### 運航中の船舶

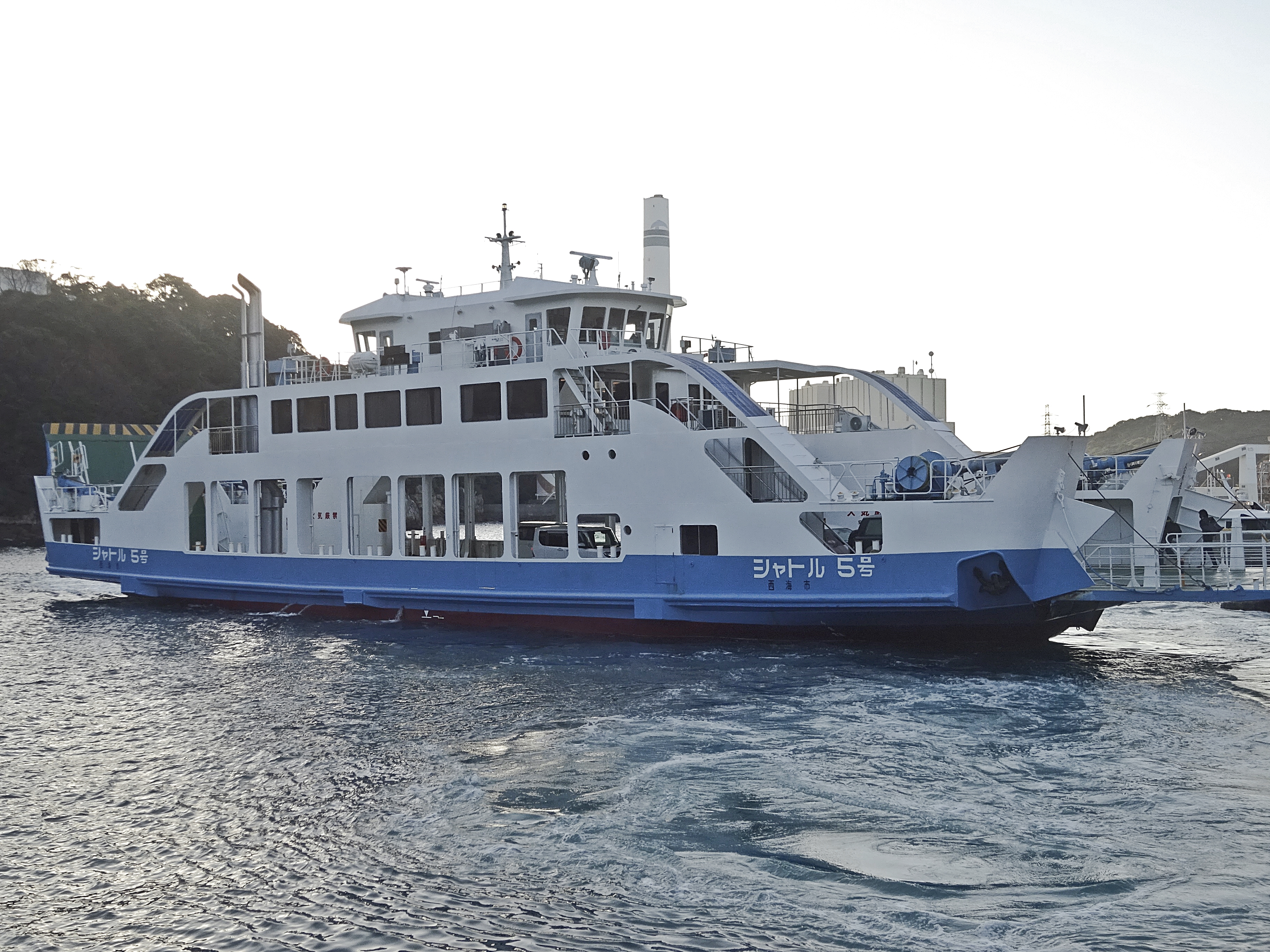
江崎海陸運送所有のフェリー「シャトル5号」（2022年）

- シャトル5号

1996年竣工、内海造船田熊工場建造。山陽商船より2008年に購入。
346総トン、全長49.90m、型幅10.00m、ディーゼル1基、機関出力1,600PS、航海速力11.0ノット、旅客定員250名

### 過去の船舶
- 第五長運丸[1]

1964年4月進水、岡造船鉄工所建造。もと九州商船「九商丸」を貨物フェリーに改造。
98.56総トン
- いとやま[3]

1967年3月進水、松浦鉄工造船所建造。もと今治大島フェリーボート、貨物フェリーに改造。
98.10総トン、登録長27.1m、型幅7.6m、型深さ2.7m、ディーゼル1基、機関出力400ps、航海速力10.5ノット、旅客定員12名、トラック5台
- たてやま[3]

1967年3月進水、松浦鉄工造船所建造。もと今治大島フェリーボート、貨物フェリーに改造。
96総トン、登録長27.0m、型幅7.6m、型深さ2.7m、ディーゼル1基、機関出力400ps、航海速力10.5ノット、旅客定員12名、トラック5台
- たちばな[4]

1969年9月竣工、備南船舶工業建造。もと山陽商船「第二たちばな」を貨物フェリーに改造。
95総トン、全長35.0m、型幅7.8m、型深さ2.8m、ディーゼル1基、機関出力500ps、航海速力10.5ノット、旅客定員12名、トラック5台
- フェリー第八江崎[5]

1977年8月竣工、松浦鉄工造船建造。もと芸予観光フェリー「第十愛媛」を貨物フェリーに改造。
161.50総トン、全長35.00m、型幅8.30m、型深さ2.90m、ディーゼル1基、機関出力800PS、航海速力11.50ノット、8tトラック4台
- フェリー第十江崎[6]

1982年6月竣工、川本造船所建造。もと協和汽船「第五おおしま」を貨物フェリーに改造。
199総トン、全長45.50m、型幅9.50m、型深さ3.60m、ディーゼル1基、機関出力1,400PS、航海速力10.00ノット、旅客定員25名、8tトラック12台
- フェリー第十一江﨑[7]

1984年竣工、川本造船所建造。もと協和汽船「第七おおしま」を改造、「シャトル5号」就航により引退。
323総トン、全長46.00m、型幅10.00m、型深さ3.60m、ディーゼル1基、機関出力1,000PS、航海速力10.0ノット、旅客定員112名、トラック13台